# Transformación de Prandtl-Glauert
La transformación de Prandtl-Glauert es una técnica matemática que permite resolver ciertos problemas de flujo compresible mediante métodos de cálculo de flujo incompresible. También permite aplicar datos de flujo incompresible a casos de flujo compresible.

## Formulación matemática

Gráfico del factor inverso Prandtl–Glauert en función del número de Mach del flujo libre. Obsérvese el límite infinito en Mach 1

El flujo compresible no viscoso sobre cuerpos delgados se rige por la ecuación potencial linealizada de pequeñas perturbaciones compresibles:
{\displaystyle \phi _{xx}+\phi _{yy}+\phi _{zz}=M_{\infty }^{2}\phi _{xx}\quad {\mbox{(in flow field)}}}
junto con la condición límite de tangencia del flujo con pequeñas perturbaciones.
{\displaystyle V_{\infty }n_{x}+\phi _{y}n_{y}+\phi _{z}n_{z}=0\quad {\mbox{(on body surface)}}}
{\displaystyle M_{\infty }} es el número de Mach del flujo libre, y {\displaystyle n_{x},n_{y},n_{z}} son los componentes del vector normal a la superficie. La variable desconocida es el potencial de perturbación {\displaystyle \phi (x,y,z)}, y la velocidad total viene dada por su gradiente más la velocidad del flujo libre {\displaystyle V_{\infty }}, que aquí se supone que es paralela a {\displaystyle x}.
{\displaystyle {\vec {V}}=\nabla \phi +V_{\infty }{\hat {x}}=(V_{\infty }+\phi _{x}){\hat {x}}+\phi _{y}{\hat {y}}+\phi _{z}{\hat {z}}}
La formulación anterior solo es válida si se aplica la aproximación de perturbaciones pequeñas,
{\displaystyle |\nabla \phi |\ll V_{\infty }}
y además que no haya flujo transónico, lo que se expresa aproximadamente mediante el requisito de que el número de Mach local no supere la unidad.
{\displaystyle \left[1+(\gamma +1){\frac {\phi _{x}}{V_{\infty }}}\right]M_{\infty }^{2}<1}
La transformación de Prandtl-Glauert (PG) utiliza el factor de Prandtl-Glauert {\displaystyle \beta \equiv {\sqrt {1-M_{\infty }^{2}}}}. Consiste en reducir todas las dimensiones «y» y «z» y el ángulo de ataque (α) por el factor {\displaystyle \beta ,} el potencial por {\displaystyle \beta ^{2},} y el componente «x» de los vectores normales por {\displaystyle \beta }:
{\displaystyle {\begin{aligned}{\bar {x}}&=x\\{\bar {y}}&=\beta y\\{\bar {z}}&=\beta z\\{\bar {\alpha }}&=\beta \alpha \\{\bar {\phi }}&=\beta ^{2}\phi \end{aligned}}}
Esta geometría {\displaystyle {\bar {x}}{\bar {y}}{\bar {z}}} tendrá entonces vectores normales cuyas componentes x se reducen a {\displaystyle \beta } con respecto a los originales:
{\displaystyle {\begin{aligned}{\bar {n}}_{\bar {x}}&=\beta n_{x}\\{\bar {n}}_{\bar {y}}&=n_{y}\\{\bar {n}}_{\bar {z}}&=n_{z}\end{aligned}}}
La ecuación del potencial de pequeña perturbación se transforma entonces en la ecuación de Laplace,
{\displaystyle {\bar {\phi }}_{{\bar {x}}{\bar {x}}}+{\bar {\phi }}_{{\bar {y}}{\bar {y}}}+{\bar {\phi }}_{{\bar {z}}{\bar {z}}}=0\quad {\mbox{(en el campo de flujo)}}}
y la condición de contorno de tangencia del flujo conserva la misma forma.
{\displaystyle V_{\infty }{\bar {n}}_{\bar {x}}+{\bar {\phi }}_{\bar {y}}{\bar {n}}_{\bar {y}}+{\bar {\phi }}_{\bar {z}}{\bar {n}}_{\bar {z}}=0\quad {\mbox{(en la superficie del cuerpo)}}}
Este es el problema del flujo potencial incompresible sobre la geometría transformada {\displaystyle {\bar {x}}{\bar {y}}{\bar {z}}}. Se puede resolver mediante métodos incompresibles, como la teoría del perfil aerodinámico delgado, los métodos de red de vórtices, los métodos de paneles, etc. El resultado es el potencial de perturbación transformado {\displaystyle {\bar {\phi }}} o sus componentes de gradiente {\displaystyle {\bar {\phi }}_{\bar {x}},{\bar {\phi }}_{\bar {y}},{\bar {\phi }}_{\bar {z}}} en el espacio transformado. A continuación, se obtiene el coeficiente de presión linealizado físico mediante la transformación inversa.
{\displaystyle C_{p}=-2{\frac {\phi _{x}}{V_{\infty }}}=-{\frac {2}{\beta ^{2}}}{\frac {{\bar {\phi }}_{\bar {x}}}{V_{\infty }}}={\frac {1}{\beta ^{2}}}{\bar {C}}_{p}}
lo que se conoce como la regla de Göthert

## Resultados
Para el flujo bidimensional, el resultado neto es que {\displaystyle C_{p}} y también los coeficientes de sustentación y momento {\displaystyle c_{l},c_{m}} aumentan en un factor {\displaystyle 1/\beta }:
{\displaystyle {\begin{aligned}C_{p}&={\frac {C_{p0}}{\beta }}\\c_{l}&={\frac {c_{l0}}{\beta }}\\c_{m}&={\frac {c_{m0}}{\beta }}\end{aligned}}}
donde {\displaystyle C_{p0},c_{l0},c_{m0}} son los valores de flujo incompresible para la geometría {\displaystyle xyz} «original» (sin escalar). Este resultado, válido solo para dos dimensiones, se conoce como regla de Prandtl.
Para los «flujos tridimensionales», estas escalas simples {\displaystyle 1/\beta } NO se aplican. En su lugar, es necesario trabajar con la geometría escalada {\displaystyle {\bar {x}}{\bar {y}}{\bar {z}}} tal y como se ha indicado anteriormente, y utilizar la regla de Göthert para calcular el {\displaystyle C_{p}} y, posteriormente, las fuerzas y los momentos. No es posible obtener resultados simples, salvo en casos especiales. Por ejemplo, utilizando la Teoría de la línea de sustentación de Prandtl para un ala elíptica plana, el coeficiente de sustentación es
{\displaystyle C_{L}={\frac {2\pi \alpha }{\beta +2/AR}}}
donde «AR» es la relación de aspecto del ala. Obsérvese que en el caso 2D, donde «AR» → ∞, esto se reduce al caso 2D, ya que en un flujo 2D incompresible para un perfil aerodinámico plano tenemos {\displaystyle c_{l0}=2\pi \alpha ,} según lo establecido en Teoría de perfiles aerodinámicos delgados.

## Limitaciones
La transformación PG funciona bien para todos los números de Mach de flujo libre hasta aproximadamente 0,7, o una vez que comienza a aparecer el flujo transónico.

## Historia
El interés por la investigación de la compresibilidad surgió después de la Primera Guerra Mundial, cuando las puntas de las hélices de los aviones comenzaron a alcanzar M=0,8. Ludwig Prandtl había enseñado la transformación en sus conferencias alrededor de 1922, pero la primera prueba rigurosa fue publicada en 1928 por Hermann Glauert. La introducción de esta relación permitió diseñar aviones capaces de operar en zonas de velocidad subsónica más alta. Originalmente, todos estos resultados se desarrollaron para flujos bidimensionales. Göthert finalmente se dio cuenta en 1946 de que la distorsión geométrica inducida por la transformación PG invalida la regla de Prandtl bidimensional simple para el espacio tridimensional, y formuló correctamente el problema tridimensional completo como se ha descrito anteriormente.
La transformación PG fue ampliada por Jakob Ackeret a flujos supersónicos en 1925. Al igual que en el caso subsónico, el caso supersónico solo es válido si no hay efectos transónicos, lo que requiere que el cuerpo sea delgado y que el Mach del flujo libre esté suficientemente por encima de la unidad.

## Singularidad
Cerca de la velocidad del sonido {\displaystyle M_{\infty }\simeq 1}, la transformación PG presenta una singularidad. La singularidad también se denomina singularidad de Prandtl-Glauert, y se obtiene que la resistencia al flujo se aproxima al infinito. En realidad, las perturbaciones aerodinámicas y termodinámicas se amplifican fuertemente cerca de la velocidad del sonido, pero no se produce una singularidad. Una explicación de esto es que la ecuación potencial linealizada de pequeñas perturbaciones anterior no es válida, ya que supone que solo hay pequeñas variaciones en el número de Mach dentro del flujo y ausencia de choques de compresión, por lo que faltan ciertos términos no lineales. Sin embargo, estos se vuelven relevantes tan pronto como cualquier parte del campo de flujo se acelera por encima de la velocidad del sonido, y se vuelven esenciales cerca de {\displaystyle M_{\infty }\simeq 1.} La ecuación no lineal más correcta no presenta la singularidad.